# Eupithecia acutipennis
Eupitecia acutipennis es una especie de polilla de la familia Geometridae. La especie fue descrita por primera vez por George Duryea Hulst en 1898 con distribución en los Estados Unidos, descrita especialmente en California. La especie holotipo fue descrita en Los Ángeles.

## Distribución
La envergadura es de unos 22 milímetros (0,9 plg). Las alas anteriores son de color ocre ahumado claro. Se han registrado adultos volando de octubre a abril.
Su hábitat preferido son los bosques sombreados con hierba de Artemesia californica, su principal planta huésped.